# أوليفيا غونزالفز
أوليفيا غونزالفز (بالإنجليزية: Olivia Gonsalves)‏ هي لاعبة كرة قدم غيانية، ولدت في 22 يوليو 1993 في تورونتو في كندا. شاركت مع منتخب غيانا لكرة القدم للسيدات.

## وصلات خارجية
- أوليفيا غونزالفز على موقع Soccerway.com (الإنجليزية)